# Gelung Sakti
Gelung Sakti is een bestuurslaag in het regentschap Lahat van de provincie Zuid-Sumatra, Indonesië. Gelung Sakti telt 233 inwoners (volkstelling 2010).